# Marijana
Marijana je  žensko osebno ime.

## Izvor imena
Ime Marijana je različica imen Marjana oziroma Marjan.

## Pogostost imena
Po podatkih Statističnega urada Republike Slovenije je bilo na dan 31. decembra 2007 v Sloveniji število ženskih oseb z imenom Marijana: 1.436. Med vsemi ženskimi imeni pa je ime Marijana po pogostosti uporabe uvrščeno na 150. mesto.

## Osebni praznik
V koledarju je ime Marijana uvrščeno k imenoma Marija ali Marjan.